# Ministerio de Juventud y Deportes (Azerbaiyán)
Ministerio de Juventud y Deportes de la República de Azerbaiyán (en azerí: Azərbaycan Respublikasının Gənclər və İdman Nazirliyi) es el órgano ejecutivo encargado de regular las actividades relacionadas con el deporte y el desarrollo de la juventud en el país. El actual ministro, desde 2021, es Farid Gayibov.

## Historia
El Ministerio de Juventud y Deportes de la República de Azerbaiyán fue establecido el 26 de julio de 1994 por el decreto presidencial n.º 179. El estatuto del ministerio fue aprobado por la Asamblea Nacional de la República de Azerbaiyán con la resolución n.º 861. El ministerio se basó en la necesidad inmediata de desarrollo de la juventud azerbaiyana que sufrió durante varios años de la primera guerra del Alto Karabaj.
El ministerio está encabezado por el ministro y por tres viceministros. Las funciones principales del ministerio son la educación y la formación de las generaciones más jóvenes de acuerdo con la estrategia nacional de desarrollo de la juventud en la vida social, económica y cultural del país; educación de la juventud con valores universales y nacionales; asegurar el desarrollo social, moral y físico saludable de los jóvenes; enseñar y popularizar los valores relacionados con el patrimonio histórico y cultural de Azerbaiyán entre los jóvenes; cooperación con otras estructuras gubernamentales relevantes para asegurar el aumento de lugares de trabajo para jóvenes; protección de los derechos de los niños; participación y motivación para crear organizaciones juveniles en todo el país; garantizar la cooperación de las organizaciones juveniles con sus pares en el extranjero y su participación en conferencias internacionales; promoción de todo tipo de actividades deportivas en la vida social.

## Funciones del Ministerio
- implementar la regulación normativa en la respectiva esfera;
- asegurar la ejecución de los programas estatales y conceptos de desarrollo;
- coordinar la acción de los órganos del poder ejecutivo y de las organizaciones no gubernamentales en el ámbito respectivo;
- asegurar la ejecución de los acuerdos internacionales ratificados por la República de Azerbaiyán;
- implementar el control estatal en la respectiva esfera;
- crear un sistema de información unificado en la esfera respectiva;
- desarrollar y realizar proyectos de transmisiones de TV y radio que abarquen el ámbito respectivo;
- asegurar el uso efectivo de los fondos presupuestarios, créditos, donaciones y otros fondos asignados a la respectiva esfera;
- asegurar la formación del personal en la respectiva esfera, contribuir a que los especialistas adquieran experiencia internacional;
- solicitar los problemas de los jóvenes discapacitados, en particular los discapacitados en la guerra por los respectivos órganos del poder ejecutivo;
- plantear cuestiones ante los respectivos órganos del poder ejecutivo sobre la solución de los problemas sociales y domésticos de las familias jóvenes, elaborar programas y tomar otras medidas necesarias, etc.

## Derechos del Ministerio
- desarrollar actos legislativos en la respectiva esfera o participar en la elaboración de los mismos;
- hacer propuestas sobre las principales direcciones de la política estatal en la respectiva esfera;
- iniciar el apoyo de la República de Azerbaiyán a los tratados internacionales en el campo respectivo;
- hacer propuestas sobre la participación de inversiones en la respectiva esfera;
- cooperar con organizaciones internacionales, organismos públicos respectivos de estados extranjeros, estudiar su experiencia;
- hacer propuestas sobre la realización de eventos internacionales en el respectivo ámbito;
- opinar sobre actividades, hacer análisis y resúmenes, materiales analíticos, estudios y propuestas;
- organizar capacitaciones, cursos, seminarios y otros eventos;
- involucrar a expertos independientes y especialistas en su acción;
- publicar boletines especiales y otras publicaciones, crear y utilizar sitios de Internet;
- analizar los problemas sociales de los jóvenes y de las familias jóvenes y hacer propuestas para su solución;
- implementar análisis completos y pronósticos de las principales direcciones de desarrollo del entrenamiento físico y el deporte;
- otorgar títulos deportivos de honor, premiar a empleados, activos en el campo de la preparación física y el deporte, representantes de clubes y organizaciones deportivas, hacer una presentación al Presidente de la República de Azerbaiyán sobre la concesión del título de honor "Figura de honor de la preparación física y el deporte de la República de Azerbaiyán!, órdenes y medallas;
- realizar otros derechos prescritos en la legislación.

## Acuerdos internacionales
- Memorando de cooperación deportiva entre el Ministerio de Juventud y Deportes de la República de Azerbaiyán y el Ministerio de Cultura, Deportes y Turismo (sector deportivo y turístico) de la República Islámica de Pakistán, el 10 de abril de 1996, Islamabad.
- Acuerdo de cooperación en el campo de la juventud y el deporte entre el Gobierno de la República de Azerbaiyán y el Gobierno de la República de Kazajistán, el 16 de septiembre de 1996, Bakú.
- Acuerdo de cooperación en el campo del trabajo con jóvenes entre el Gobierno de la República de Azerbaiyán y el Gobierno de Georgia, el 18 de febrero de 1997, Bakú.
- Acuerdo de cooperación en el ámbito del deporte y el trabajo con la juventud entre el Gobierno de la República de Azerbaiyán y el Gobierno de la República de Uzbekistán, el 18 de junio de 1997, Taskent.[4]